# Розлин-Естейтс (Нью-Йорк)
Розлин-Естейтс (англ. Roslyn Estates) — селище (англ. village) в США, в окрузі Нассау штату Нью-Йорк. Населення — 1318 осіб (2020).

## Географія
Розлин-Естейтс розташований за координатами 40°47′37″ пн. ш. 73°39′40″ зх. д. / 40.79361° пн. ш. 73.66111° зх. д. (40.793657, -73.661207).  За даними Бюро перепису населення США в 2010 році селище мало площу 1,13 км², уся площа — суходіл.

## Демографія
Згідно з переписом 2010 року, у селищі мешкала 1251 особа в 415 домогосподарствах у складі 368 родин. Густота населення становила 1104 особи/км².  Було 428 помешкань (378/км²).
Расовий склад населення:
| - 90,2 % — білих - 8,2 % — азіатів - 0,4 % — чорних або афроамериканців |

До двох чи більше рас належало 0,9 %. Частка іспаномовних становила 1,4 % від усіх жителів.
За віковим діапазоном населення розподілялося таким чином: 30,9 % — особи молодші 18 років, 53,4 % — особи у віці 18—64 років, 15,7 % — особи у віці 65 років та старші. Медіана віку мешканця становила 44,5 року. На 100 осіб жіночої статі у селищі припадало 96,7 чоловіків;  на 100 жінок у віці від 18 років та старших — 90,9 чоловіків також старших 18 років.
Середній дохід на одне домашнє господарство  становив 301 387 доларів США (медіана — 206 719), а середній дохід на одну сім'ю — 316 896 доларів (медіана — 211 667). Медіана доходів становила 193 750 доларів для чоловіків та 56 250 доларів для жінок. За межею бідності перебувало 3,7 % осіб, у тому числі 7,3 % дітей у віці до 18 років та 1,4 % осіб у віці 65 років та старших.
Цивільне працевлаштоване населення становило 487 осіб. Основні галузі зайнятості: освіта, охорона здоров'я та соціальна допомога — 41,5 %, фінанси, страхування та нерухомість — 16,8 %, науковці, спеціалісти, менеджери — 15,6 %.